# Индианаполис (тежък крайцер, 1931)
Индианаполис (на английски: USS Indianapolis (CA-35)) е тежък крайцер на ВМС на САЩ. Втори кораб от типа „Портланд“. Той има важно място в историята, като неговото потапяне на 30 юли 1945 г. се превръща в най-масовата гибел на личния състав на екипажа, вследствие на единично потопяване на кораб в историята на военноморските сили на САЩ.

## Строителство
Крайцерът е вторият кораб, кръстен на името на град Индианаполис, щата Индиана. Поръчан е за флота на САЩ през 1930 г., става вторият и последен кораб от серията тежки крайцери тип „Портланд“. В началото е проектиран като лек крайцер с обозначението CL-35, но на 1 юли 1931 г. в съответствие с Британско-германско военноморско споразумение, е прекласифициран в тежък, със смяна на номера на СА-35.
Цялата серия от осем кораба се проектира като леки крайцери от типа „Нортхамптън“, но са достроени само два кораба (останалите шест заедно с промените в типа получени по време на строителството, са завършени като нов тип крайцери – „Ню Орлиънс“). Заложен е на 31 март 1930 г. от „Ню Йорк шипбилдинг“ със седалище Камдън, Ню Джърси. Спуснат е на вода на 7 ноември 1931 г. (почти половин година по-рано, отколкото заложеният по-рано първи кораб на серията – „Портланд“ (USS Portland (CA-33)) и влиза на въоръжение на 15 ноември 1932 г. За командир на кораба е назначен кептън (капитан 1-ви ранг) Джон М. Смийли.

## История на службата
За времето на службата си крайцера получава 10 бойни звезди за участието си в боевете на Втората световна война.
На 26 юли 1945 г. крайцерът доставя важни части за първата атомна бомба предназначена за реални бойни действия (Малчугана) в базата на военновъздушните сили на САЩ в Тиниан. На 30 юли 1945 г., 14 минути след полунощ, докато крайцерът се намира във Филипинско море, е атакуван от японската подводница I-58. Корабът потъва за 12 минути. От 1196 членният екипаж, приблизително 300 души потъват с кораба, останалите близо 900 души са изложени на дехидратация и постоянни атаки от акули, докато чакат да бъдат спасени. Оцелелите се носят по повърхността на водата без спасителни жилетки, лодки, храна и вода. Забелязани са случайно четири дни по-късно на 2 август, от патрулен самолет PV-1 Ventura, като до това време оцеляват само 316 души от които четирима скоро умират. „Индианаполис“ е последният голям боен кораб на военноморските сили на САЩ, потопен през Втората световна война.
Преди потопяването, „Индианаполис“ изпраща сигнали за бедствие, които са приети от три станции. Нито една от тях не реагира адекватно на съобщението им. Командирът на първата е пиян, командирът на втората заповядва на подчинените му да не го безпокоят, а командирът на третата решава, че това е лъжлив сигнал от японците. На изслушванията в Сената през 1999 г. радистът на кораба потвърждава, че сигналът е предаден няколко минути преди потъването. Също така скоро след потъването, морското разузнаване прихваща съобщение за потопен в района на маршрута на „Индианаполис“ крайцер, предадено от I-58 в щаба, но то също е игнорирано.
На 18 август 2017 г. отломките на крайцера са открити от изследователска група, която е финансирана от Пол Алън, на дъното на Тихия океан, на дълбочина над 5400 метра. При това точното местоположение на отломките се пази в тайна.

### Обвинение срещу капитана
Капитанът Чарлз Маквей, който командва кораба от ноември 1944 г., е един от оцелелите след потъването му. В деня на потъването, той навършва 47 години. През ноември 1945 г. той е привлечен пред военен трибунал като обвиняем по обвинение в „подлагане на опасност на кораба, поради неизпълнение на противоторпедни маневри“. От друга страна има факти за това, че самото командване поставя кораба в опасно положение, като не му е осигурило ескортиращи кораби за защита от подводници.
По-късно, самият капитан на атакуващата японска подводница I-58, Мочицура Хашимото свидетелства, че даже изпълнението от кораба на противоторпедните маневри ще е без никакъв резултат и корабът въпреки всичко е щял да бъде торпилиран и потопен. По негови думи той изстрелва по крайцера 6 торпеда от малка дистанция, две от които попадат в целта.
Командващият адмирал на ВМС на САЩ Честър Нимиц отменя присъдата на Маквей и го възстановява в длъжност. Маквей подава оставка през 1949 г. в звание контраадмирал. Много от оцелелите от екипажа на кораба потвърждават, че капитана няма вина за потъването на кораба, а в същото време някои членове от семейства на загиналите при корабокрушението мислят точно обратното. През 1968 г. Маквей се застрелва със своя револвер.
През октомври 2000 г. Конгреса на САЩ утвърждава резолюция за реабилитацията на Маквей по обвинението му за потъването на крайцера. Резолюция е подписана от президента на САЩ Бил Клинтън. През юли 2001 г. главният секретар на Военноморските сили на САЩ заповядва да се изтрият от личното дело на капитан Маквей, всички записи обвиняващи го в гибелта на крайцера.

## „Индианаполис“ в културата
- Във филма на Стивън Спилбърг „Челюсти“, героят на Робърт Шоу рибаря Куинт, разказва за гибелта на „Индианаполис“ и тежките изпитания на които са подложени оцелелите моряци, в т.ч. и нападения на акули.
- На 29 септември 1991 г. в САЩ е премиерата на филма „Мисия на акулата“ за гибелта на крайцера.
- На 24 август 2016 г. в САЩ е премиерата на филма „Крайцер“ за съдбата на крайцера и екипажа.

## Коментари
1. ↑  Буквите показват принадлежността към определен класː ВВ – линкор, СС, CL, СА – съответно линеен, лек или тежък крайцер, CV – самолетоносач, DD – разрушител, SS – подводница и т.н.